# Морено, Хайме
Ха́йме Море́но Мора́лес (исп. Jaime Moreno Morales; 19 января 1974, Санта-Крус-де-ла-Сьерра, Боливия) — боливийский футболист, нападающий, тренер. Играл за американскую команду «Ди Си Юнайтед» из Вашингтона, выступающую в MLS, являлся её капитаном. Забил 133 гола в регулярных первенствах MLS. По четыре раза выигрывал регулярный чемпионат и Кубок MLS. Член Национального зала славы футбола США (включён в 2021 году).

## Клубная карьера
Начинал карьеру в команде «Блуминг» из родного города, провёл в ней два сезона, затем после кратковременного пребывания в колумбийском «Индепендьенте Санта-Фе» перешёл в английский «Мидлсбро». В сезоне 1994/95 стал в составе «Мидлсбро» победителем Первого дивизиона Футбольной лиги (второго уровня в тогдашней системе лиг Англии после Премьер-лиги), при этом Хайме не был игроком основного состава, он провёл всего 14 матчей и забил 1 гол. В следующем сезоне, 1995/96, дела у Морено, ставшего первым боливийским игроком в истории Премьер-лиги, куда вышел «Мидлсбро», пошли ещё хуже: он провёл всего лишь шесть игр. «Мидлсбро» занял в том первенстве 12-е место, а Морено, не оправдавший надежд, перешёл в августе 1996 года в «Ди Си Юнайтед». Он сразу закрепился в основном составе вашингтонского клуба и принял активное участие в триумфальном окончании сезона 1996 года, когда команда выиграла Открытый кубок США и Кубок MLS. В сезоне 1997 года «Ди Си» снова доказал, что является сильнейшим клубом США того времени, выиграв и регулярный чемпионат, и Кубок MLS, а также дойдя до финала Открытого кубка США. После этого Морено на правах аренды ненадолго вернулся в «Мидлсбро», отыграл пять матчей, успел дойти с этой командой до финала Кубка лиги. В сезоне 1998 года «Ди Си Юнайтед» дошёл до финала Кубка MLS и добился блестящего успеха на международной арене, выиграв Кубок чемпионов КОНКАКАФ и Межамериканский кубок. В 1999 году «Ди Си» повторил достижение двухлетней давности, выиграв и регулярный турнир, и Кубок MLS. Морено был стабильным и незаменимым игроком основы и лидером атак «Ди Си». Интересно, что его товарищем по команде был его соотечественник полузащитник Марко Этчеверри. Затем в игре «Ди Си Юнайтед» произошёл значительный спад, вашингтонцы три сезона подряд не выходили в плей-офф, будучи в числе аутсайдеров лиги. В 2001 и 2002 годах Морено пропустил много матчей из-за травм, а затем поссорился с новым главным тренером «Ди Си» Рейем Хадсоном. 23 декабря 2002 года «Ди Си Юнайтед» обменял Хайме Морено, Эдди Поупа и Ричи Уильямса нью-йоркскому «Метростарз» на Майка Петке, распределительные средства и пик первого раунда Супердрафта MLS 2003. В этом клубе он провёл сезон 2003 года, закрепиться в составе не смог, проведя лишь 11 матчей. 2 марта 2004 года Морено вернулся в «Ди Си Юнайтед» в обмен на компенсацию в будущем. В первом же сезоне в своём новом старом клубе Морено, вернувшийся в основной состав, на роль лидера команды, в четвёртый для себя раз выиграл плей-офф MLS. В 2006 и 2007 годах вашингтонцы при активном участии Морено — капитана, лучшего форварда клуба и одного из лучших форвардов всей MLS — дважды подряд выиграли регулярный чемпионат MLS. В сезоне 2008 года «Ди Си», относительно неудачно выступив в чемпионате и не сумев пробиться в плей-офф, выиграл Открытый кубок США.

## Карьера в сборной
Хайме Морено дебютировал в сборной Боливии 11 июля 1991 года на Кубке Америки в возрасте 17-ти лет в матче против Колумбии, завершившемся вничью 0:0. За время выступлений в сборной Морено принял участие в пяти розыгрышах Кубка Америки (1991, 1993, 1997, 1999, 2007). Самым успешным из них для боливийцев оказался турнир 1997 года, тогда они, сенсационно выиграв пять матчей подряд, дошли до финала, где уступили бразильцам 1:3. На турнир 2007 года Морено был вызван после шестилетнего перерыва в играх за национальную сборную. Также Морено участвовал в чемпионате мира 1994 года, вышел на замену в двух матчах из трёх проведённых боливийцами на турнире, в обоих его команда проиграла, а ещё в одном матче сыграла вничью, заняв последнее место в группе. В октябре 2008 года Морено объявил о завершении выступлений за сборную, проведя 22 октября свой последний матч — товарищеский против Сальвадора, который боливийцы проиграли со счётом 0:2.

## Достижения
«Мидлсбро»
- Победитель Первого дивизиона Футбольной лиги Англии: 1994/95
- Финалист Кубка английской лиги: 1997/98

«Ди Си Юнайтед»
- Четырёхкратный победитель Кубка MLS: 1996, 1997, 1999, 2004
- Четырёхкратный победитель регулярного чемпионата MLS: 1997, 1999, 2006, 2007
- Финалист Кубка MLS: 1998
- Двукратный обладатель Открытого кубка США (англ. Lamar Hunt U.S. Open Cup): 1996, 2008
- Финалист Открытого кубка США: 1997
- Обладатель Кубка чемпионов КОНКАКАФ: 1998
- Финалист Кубка гигантов КОНКАКАФ: 2001
- Обладатель Межамериканского кубка: 1998

Сборная Боливии
- Финалист Кубка Америки: 1997